# Méthylidènecarbène
 (février 2022).
 (mars 2022).
La mise en forme du texte ne suit pas les recommandations de Wikipédia : il faut le « wikifier ».
Les points d'amélioration suivants sont les cas les plus fréquents. Le détail des points à revoir est peut-être précisé sur la page de discussion.
- Les titres sont pré-formatés par le logiciel. Ils ne sont ni en capitales, ni en gras.
- Le texte ne doit pas être écrit en capitales (les noms de famille non plus), ni en gras, ni en italique, ni en « petit »…
- Le gras n'est utilisé que pour surligner le titre de l'article dans l'introduction, une seule fois.
- L'italique est rarement utilisé : mots en langue étrangère, titres d'œuvres, noms de bateaux, etc.
- Les citations ne sont pas en italique mais en corps de texte normal. Elles sont entourées par des guillemets français : « et ».
- Les listes à puces sont à éviter, des paragraphes rédigés étant largement préférés. Les tableaux sont à réserver à la présentation de données structurées (résultats, etc.).
- Les appels de note de bas de page (petits chiffres en exposant, introduits par l'outil «  Source ») sont à placer entre la fin de phrase et le point final[comme ça].
- Les liens internes (vers d'autres articles de Wikipédia) sont à choisir avec parcimonie. Créez des liens vers des articles approfondissant le sujet. Les termes génériques sans rapport avec le sujet sont à éviter, ainsi que les répétitions de liens vers un même terme.
- Les liens externes sont à placer uniquement dans une section « Liens externes », à la fin de l'article. Ces liens sont à choisir avec parcimonie suivant les règles définies. Si un lien sert de source à l'article, son insertion dans le texte est à faire par les notes de bas de page.
- La présentation des références doit suivre les conventions bibliographiques. Il est recommandé d'utiliser les modèles {{Ouvrage}}, {{Chapitre}}, {{Article}}, {{Lien web}} et/ou {{Bibliographie}}. Le mode d'édition visuel peut mettre en forme automatiquement les références.
- Insérer une infobox (cadre d'informations à droite) n'est pas obligatoire pour parachever la mise en page.

Pour une aide détaillée, merci de consulter Aide:Wikification.
Si vous pensez que ces points ont été résolus, vous pouvez retirer ce bandeau et améliorer la mise en forme d'un autre article.
Le méthylidènecarbène (systématiquement nommé λ 2 -éthène et dihydrido-1κ 2 H -dicarbone( C — C ) ) est un composé organique de formule chimique C=CH2 (aussi écrit [CCH2] ou C2H2). C'est un tautomère de proton métastable de l'acétylène, qui ne persiste que sous forme d'adduit. C'est un gaz incolore phosphorescent dans l'infrarouge lointain. C'est le carbène insaturé le plus simple.

## Nomenclature
Les noms systématiques λ 2 -éthène et dihydrido-1κ 2 H-dicarbone(C—C), noms IUPAC valides, sont construits selon les nomenclatures substitutive et additive, respectivement.
Dans des contextes appropriés, le méthylidènecarbène peut être considéré comme de l'éthène avec deux atomes d'hydrogène retirés, ou comme de l'éthane avec quatre atomes d'hydrogène retirés; et en tant que tels, l'éthène-1-ylidène (ou le vinylidène ) ou l'éthane-1-diylidène, respectivement, peuvent être utilisés comme noms systématiques spécifiques au contexte, selon la nomenclature substitutive. Par défaut, ces noms ne tiennent pas compte de la radicalité de la molécule de méthylidènecarbène. Dans un contexte encore plus précis, ceux-ci peuvent également nommer l'état fondamental singulet non radical, alors que l'état diradical est nommé éthène-1,1-diyle ou éthane-1,1-diylylidène et l'état triplet tétraradical à longue durée de vie est nommé éthane-1,1,1,2-tétrayle.
L'éthénylidène (sans le locant -1- ) ou vinylidène, est utilisé, systématiquement, pour désigner le groupe substituant (=C=CH2). Il est utilisé, de manière non systématique, pour désigner le groupe substituant éthène-1,1-diyle (>C=CH2). Des précautions doivent être prises pour éviter de confondre les noms des groupes avec les noms spécifiques au contexte du méthylidènecarbène donnés ci-dessus.

## Propriétés chimiques
Le groupe 1λ 2 -éthènediyle (>C=C) dans les 1λ 2 -alk-1-ènes tels que le méthylidènecarbène peut accepter ou donner une paire d'électrons par adduction. En raison de cette acceptation ou de ce don de la paire d'électrons, le méthylidènecarbène a un caractère Lewis-amphotère.

### Structure
Avec une demi-vie de l'ordre de centaines de femtosecondes, le méthylidènecarbène libre se désintégrera spontanément par tautomérisation en acétylène, avec une barrière énergétique comprise entre 4 et 21 kJ mol -1. Outre la tautomérisation, le méthylidènecarbène peut également s'autopolymériser pour former divers oligomères, dont le plus simple est le cumulène butatriène. Les calculs déterminent que l'état fondamental du méthylidènecarbène est un état singulet non radicalaire.
Bien que le méthylidènecarbène libre soit rapidement détruit par tautomérisation en acétylène, ses adduits sont assez stables. Un de ces adduits ([ Ru(Cl)2(PCy3)2(CCH2)]) est utile comme catalyseur pour la polymérisation du norbornène.

## Production
La majorité du méthylidènecarbène est produit sous forme d'adduit par éthynation d'un métal de transition :
MLn + HC≡CH → M(C=CH2)Ln